# Carrers del Pont, Torrent i Santa Maria (Castelló de Farfanya)
Els Carrers del Pont, Torrent i Santa Maria és una obra de Castelló de Farfanya (Noguera) inclosa a l'Inventari del Patrimoni Arquitectònic de Catalunya.

## Descripció
Són els carrers més antics del poble; les cases millor conservades són les del carrer Santa Maria.
Les cases del carrer Torrent estan molt reformades; les més antigues són de pedra amb la porta d'accés en arc de mig punt, i al pis superior l'habitatge, amb les golfes més amunt. Quasi totes les cases estan arrebossades. Les cases de construcció recent són de totxo.
Les cases del carrer del Pont no es troben tan reformades com les del carrer Torrent. Són de pedra, amb la porta d'accés en arc de mig punt o allindada; en un tram del carrer hi ha uns porxos. Al final d'aquest carrer es trobava la porta d'accés del poble, quan aquest estava emmurallat.

## Història
Els tres carrers es troben dins del poble emmurallat.